# Монтейг (округ)
Округ Монте́йг (англ. Montague county) — округ штата Техас Соединённых Штатов Америки. На 2000 год в нём проживало 19 113 человек. По оценке бюро переписи населения США в 2009 году население округа составляло 19 568 человек. Окружным центром является город Монтейг.

## История
Округ Монтейг был сформирован в 1857 году. Он был назван в честь Дэниела Монтегю (Монтейга), сенатора и землемера будущего округа.

## География
По данным бюро переписи населения США площадь округа Монтейг составляет 2431 км², из которых 2410 км² — суша, а 21 км² — водная поверхность (0,83 %).

### Основные шоссе
- Шоссе 81
- Шоссе 82
- Шоссе287
- Автострада 59
- Автострада 101
- Автострада 175

### Соседние округа
- Джефферсон, Оклахома  (север)
- Лов, Оклахома  (северо-запад)
- Кук  (восток)
- Уайз  (юг)
- Джэк  (юго-запад)
- Клей  (запад)